# Connie Culp
 (septembre 2018).
Si vous disposez d'ouvrages ou d'articles de référence ou si vous connaissez des sites web de qualité traitant du thème abordé ici, merci de compléter l'article en donnant les références utiles à sa vérifiabilité et en les liant à la section « Notes et références ».
Pour les articles homonymes, voir Culp.
Connie Culp, née Connie Wagoner le 26 mars 1963 et morte le 29 juillet 2020 à Cleveland, est la première Américaine à avoir bénéficié d'une greffe de visage.

## Faits
Le couple Culp, Connie et Tom, était propriétaires d'un bar à Hopedale dans le Vermont, aux États-Unis. Il a deux enfants, Steven et Alicia. En 2004, après des tensions conjugales, Tom tire une balle dans le visage de son épouse, avant de tenter de se suicider, en conséquence de quoi, Connie a perdu son nez, son palais et un œil, alors que le front, le menton, une partie des paupières et la lèvre inférieure restent intacts.
Pour cette agression, Tom Culp fut reconnu coupable de tentative de meurtre aggravé et condamné à sept ans de prison, il fut libéré en 2011. Connie divorça lorsqu’elle apprit que la libération de son mari était imminente.

## Opération
Connie Culp a été opérée à la Clinique de Cleveland dans l'Ohio. Elle a dû subir au total 30 opérations pendant lesquelles les médecins ont utilisé des parties de ses côtes pour reconstituer des pommettes, et des bouts d'os de ses jambes pour recomposer sa mâchoire. La plus grande opération, la transplantation du visage a eu lieu le 10 décembre 2008 et a nécessité vingt-deux heures. Les médecins ont utilisé des os, des muscles, de la peau et des vaisseaux sanguins provenant d'une autre femme. C’est seulement deux mois après avoir été inscrite sur une liste d'attente pour une greffe, que Connie a su qu’elle allait retrouver un visage. Ce temps d’attente incroyablement court car les conditions nécessaires à la réussite de la greffe étaient nombreuses : la personne donneuse devait être du même groupe sanguin, du même sexe et surtout, qu’elle soit inscrite sur la liste des donneurs d’organes (assez rares aux États-Unis). En outre, il fallait que cette personne décède à proximité de l’endroit où vivait Connie parce que la durée de conservation des tissus humains est très courte. Son nez fut reconstruit, et elle put à nouveau parler, sentir et goûter.
Elle a appris le braille, et travaille comme avocate chargée de la cause des victimes d'une défiguration.

## Décès
Connie Culp décède en juillet 2020 à l'âge de 57 ans. Elle devient aussi la personne ayant vécu le plus longtemps avec une greffe du visage.